# PFK Alanija Vladikavkaz
Profesionální fotbalový klub „Alanija“ Vladikavkaz (rusky Профессиональный футбольный клуб «Алания» Владикавказ) je ruský fotbalový klub z Vladikavkazu. Jednou se stal ruským mistrem (1995), dvakrát skončil v ruské lize druhý (1992, 1996). V bývalé sovětské lize působil jen jedinou sezónu (1970), ale v ruské lize patří k tradičním klubům, účastnil se jí v letech 1992-2005 a pak znovu v sezóně 2010, ihned však znovu sestoupil. Hned po sestupu klub opustil hlavní sponzor energetická společnost RusHydro. Klubu následně narostly dluhy do výše jedné miliardy rublů, hráči přestávali dostávat výplaty a mužstvo ani neodcestovalo k poslednímu podzimnímu utkání do 6700 kilometrů vzdáleného Vladivostoku. Nakonec klub zbankrotoval v roce 2014 a odhlásil se z jarní sezóny FNL. Pro sezónu 2014/15 byl klub přihlášen o soutěž níž, do PFL.

## Umístění v jednotlivých sezonách
| Sezóny  | Liga            | Úroveň | Z  | V  | R  | P  | VG | OG | +/- | B  | Pozice |
| ------- | --------------- | ------ | -- | -- | -- | -- | -- | -- | --- | -- | ------ |
| 2009    | Pervyj Divizion | 2      | 38 | 21 | 7  | 10 | 57 | 30 | +27 | 70 | 3.     |
| 2010    | Premier Liga    | 1      | 30 | 4  | 8  | 18 | 34 | 58 | -24 | 20 | 15.    |
| 2011/12 | FNL             | 2      | 52 | 28 | 13 | 11 | 66 | 39 | +27 | 97 | 2.     |
| 2012/13 | Premier Liga    | 1      | 30 | 4  | 7  | 19 | 26 | 53 | -27 | 19 | 16.    |
| 2013/14 | FNL             | 2      | 36 | 14 | 4  | 18 | 29 | 55 | -26 | 46 | 12.    |

## Kompletní výsledky v evropských pohárech
| Sezóna  | Soutěž | Kolo  |            | Soupeř                | Skóre             |
| ------- | ------ | ----- | ---------- | --------------------- | ----------------- |
| 1993-94 | UEFA   | 1.    | Německo    | Borussia Dortmund     | 0-0, 0-1          |
| 1995-96 | UEFA   | 1.    | Anglie     | Liverpool FC          | 1-2, 0-0          |
| 1996-97 | LM     | Př.   | Skotsko    | Glasgow Rangers       | 1-3, 2-7          |
| 1996-97 | UEFA   | 1.    | Belgie     | Anderlecht Brusel     | 2-1, 0-4          |
| 1997-98 | UEFA   | 2.př. | Ukrajina   | Dnipro Dnipropetrovsk | 2-1, 4-1          |
| 1997-98 | UEFA   | 1.    | Maďarsko   | MTK Hungária FC       | 0-3, 1-1          |
| 2000-01 | UEFA   | 1.    | Polsko     | Amica Wronki          | 0-3, 0-2          |
| 2011-12 | EL     | 3.př. | Kazachstán | FC Aktobe             | 1-1, 1-1 (4-2 p.) |
| 2011-12 | EL     | 4.př. | Turecko    | Besiktas JK           | 0-3, 2-0          |

## Významní hráči
- Valerij Gazzajev
- Stanislav Čerčesov
- Zaur Chapov
- Viktor Bulatov
- Vasilij Baranov
- Viktor Onopko
- Jurij Kovtun
- Artur Pagajev
- Bachva Tedejev
- Omari Tetradze
- Soslan Džanajev
- Igor Janovskij
- Spartak Gognijev
- Alan Kasaev
- Michail Kavelašvili
- Giorgi Demetradze
- Murtaz Šelia
- Micheil Ašvetia
- Levan Kobiašvili
- Giorgi Chanturia
- Mirjalol Qosimov
- Tamás Priskin
- Renan Bressan
- Dacosta Goore
- Isaac Okoronkwo
- Sani Kaita
- Ognjen Vranješ
- Deividas Šemberas
- Ibrahim Gnanou
- George Florescu
- Cristian Tudor
- Rodolfo Zelaya
- Royston Drenthe
- Nazim Sulejmanov
- Sergiu Dadu
- Kosta Barbarouses